# Schloss Průhonice

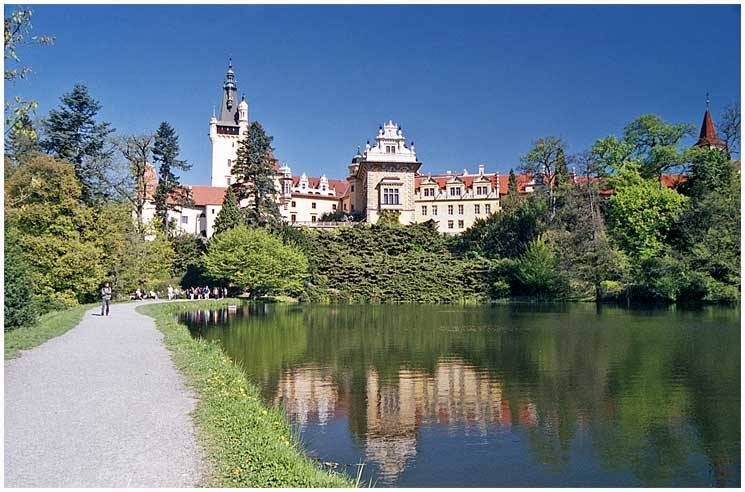
Das Schloss Průhonice, vom Park aus gesehen

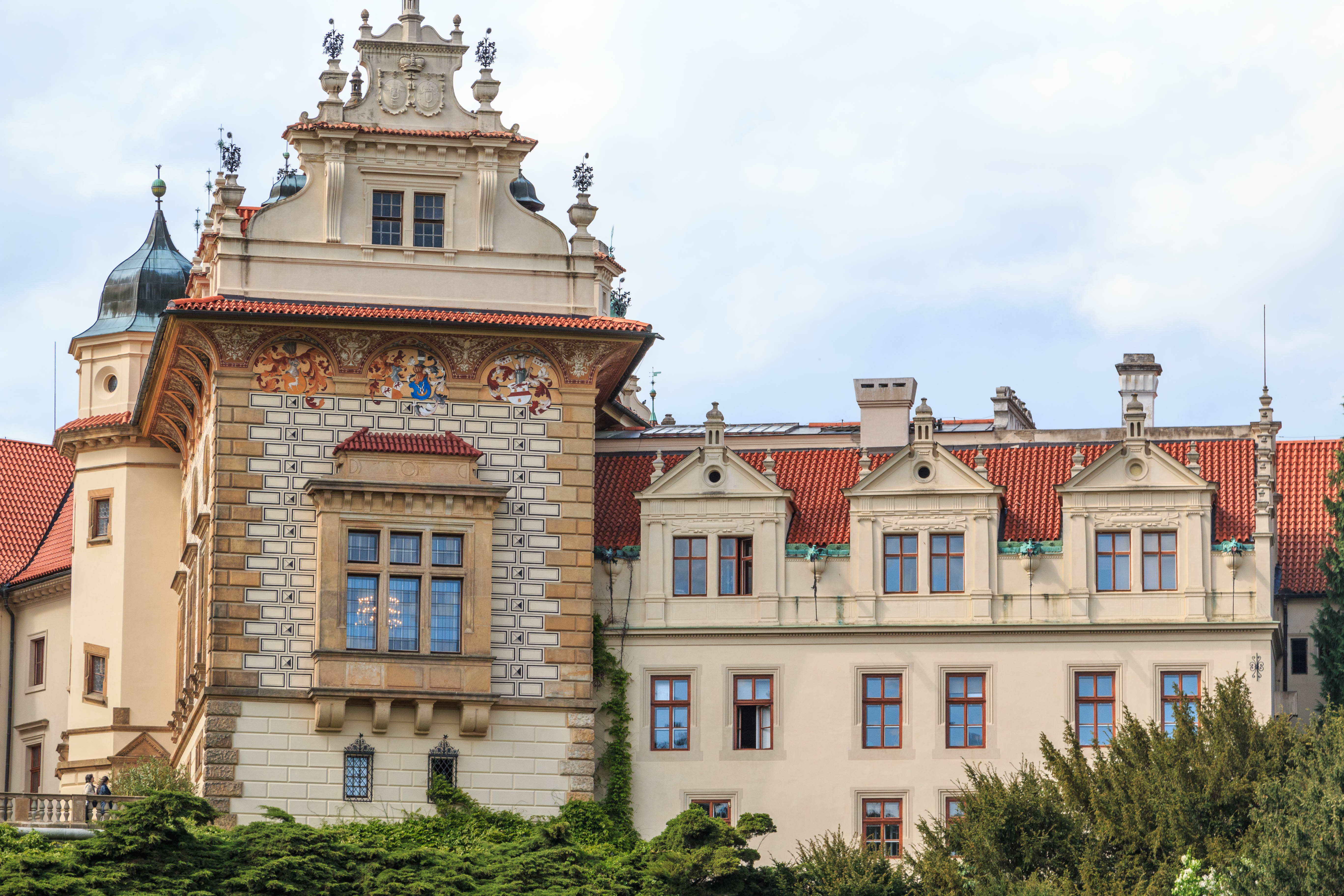
Fassade

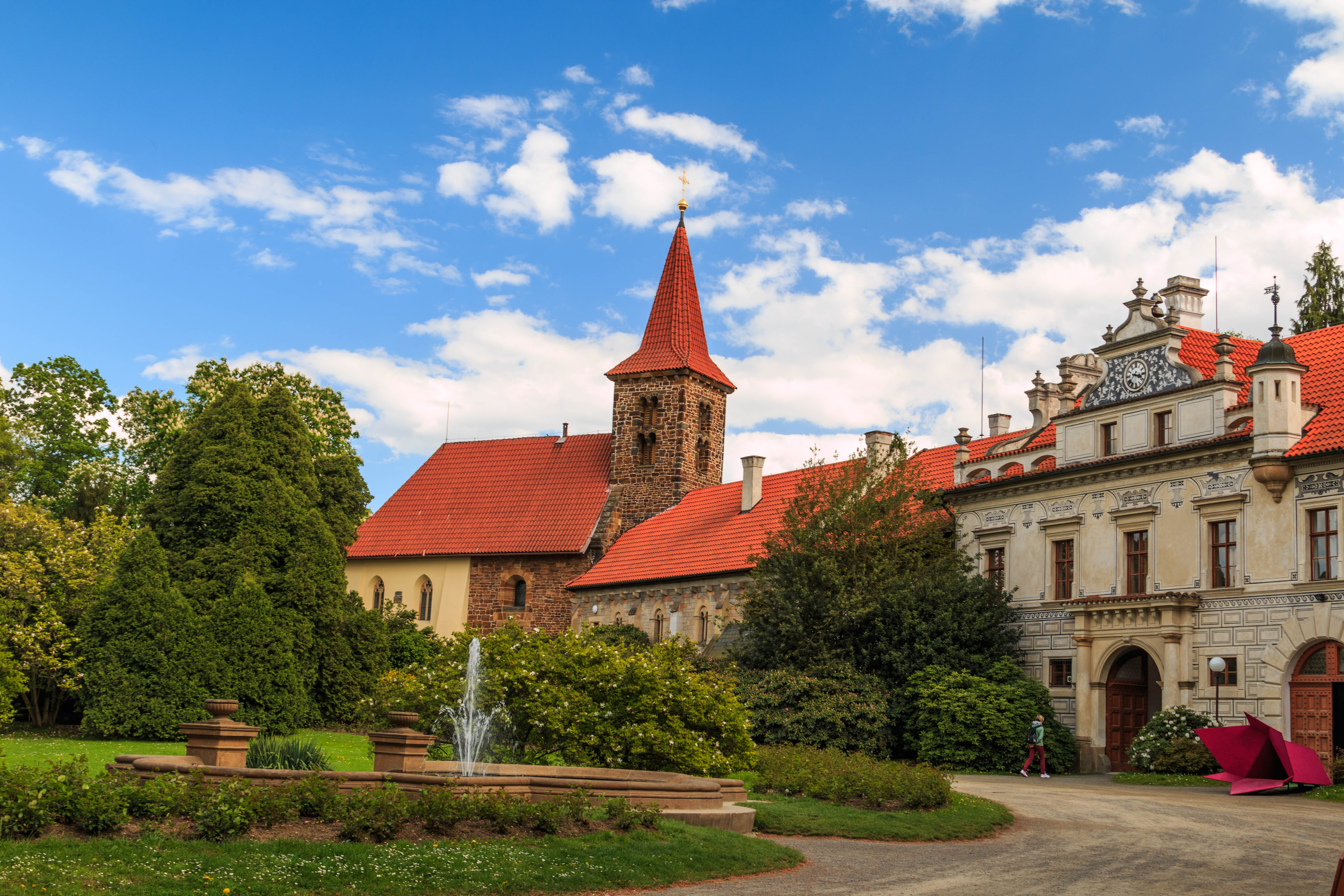
Schlosspark und Kirche

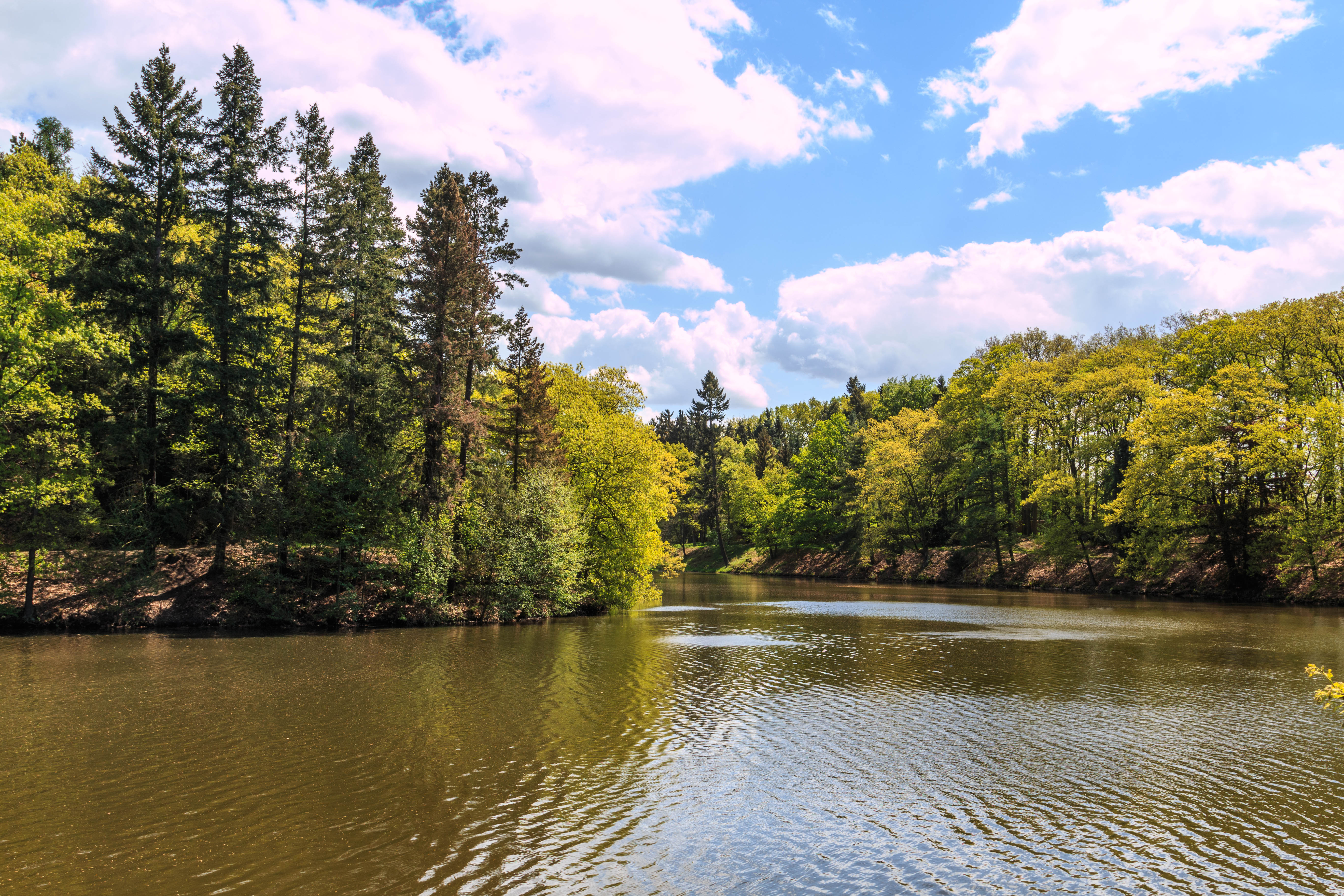
Schlosspark mit Blick auf den Fluss Bořín

Das Schloss Průhonice (Pruhonitz) liegt in der Gemeinde Průhonice am Südostende des Bezirks Prag-West in der Region Mittelböhmen in Tschechien, etwa 10 Kilometer von Prag entfernt.

## Schloss
In den Ursprüngen eine befestigte Anlage aus der Zeit der Romanik, wurde das Anwesen bald in eine kleine Burganlage der Gotik umgestaltet. Im 16. Jahrhundert änderte man diese zu einem Renaissance-Schloss. Im 18. Jahrhundert erwarb Graf Johann Nepomuk von Nostitz-Rieneck das Schloss und ließ es im Empire-Stil erneut umgestalten und bis ins 19. Jahrhundert erweitern. Seine Enkelin und Alleinerbin des Anwesens, Marie Antonie Gabriela Gräfin Nostitz-Rieneck, heiratete 1885 den aus einer portugiesischen Adelsfamilie stammenden Ernst (tschechisch: Arnošt) Graf von Silva-Tarouca. Von 1889 bis 1894 ließ Graf Silva-Tarouca die Anlage durch den Architekten Jiří Stibral grundlegend umgestalten („rekonstruieren“) zu einem Familiensitz im historistischen Stil (genauer in einer tschechischen Variante der Neorenaissance). Hanuš Schwaiger schuf Malereien und Celda Klouček die Skulpturenausstattung.
Das Schloss diente mehrfach als Kulisse für tschechische Märchenfilme.

## Park
Besonders bekannt ist Průhonice jedoch für den am Schloss angelegten Park. Er entstand ab 1885 als das Lebenswerk des 1936 verstorbenen Grafen Ernst Silva-Tarouca, in Zusammenarbeit mit dem deutschen Botaniker und Gartengestalter Camillo Schneider. Die Anlage im Stil eines klassischen Englischen Landschaftsgartens bezieht Teile des Tales des Flusses Botič mit ein und ist mit mehreren Teichen und typischen Kleinarchitekturen angereichert. Durch mehrfache Erweiterungen auf zugekauften Ländereien entstand aus dem Park eines der größten Arboreten Europas mit rund 8000 Gehölzen in 1500 Arten bzw. Sorten, davon rund 1200 Laubgehölze und 300 Koniferen. Unter den Laubgehölzen sind stark die Rhododendren vertreten, mit rund 100 Arten bzw. Sorten. Erwähnenswert ist auch ein drei Hektar großes Alpinum mit 3000 Pflanzen und ein Rosarium. Zusammen enthält der Park rund 600 verschiedene, oft seltene Arten und Sorten.
1909 wurde in Průhonice die Dendrologische Gesellschaft gegründet, deren eigener Versuchsgarten mit aus aller Welt eingeführten Pflanzen heute Teil des Dendrologischen Gartens des Forschungsinstituts für Gartengestaltung in Průhonice ist. 1927 veräußerte Graf Ernst Silva-Tarouca die gesamte Besitzung an den Tschechoslowakischen Staat. Der Park wird heute vom Botanischen Institut der Akademie der Wissenschaften der Tschechischen Republik betreut, die seit 1962 im Schloss ihren Sitz hat. 
Der Park umfasst heute annähernd 250 Hektar Fläche, durchzogen von einem fast 40 Kilometer langen Fußwegenetz. Er ist täglich geöffnet, wohingegen das Schloss selbst nicht öffentlich zugänglich ist. 
Der Průhonicer Park steht als Nationaler Naturpark unter Schutz und wurde neben der Prager Altstadt zum Weltkulturerbe der UNESCO erklärt und in die Liste Historischer Gartenanlagen von ICOMOS aufgenommen.